# Malta International 1987
Die Malta International 1987 im Badminton fanden vom 8. bis zum 10. Mai 1987 statt. Es war die 16. Auflage dieser internationalen Meisterschaften von Malta im Badminton.

## Titelträger
| Disziplin    | Sieger                              |
| ------------ | ----------------------------------- |
| Herreneinzel | Hubert Müller                       |
| Dameneinzel  | Alison Fisher                       |
| Herrendoppel | Martin Skovgaard Jens Møller Madsen |
| Damendoppel  | Alison Fisher Carol Liem            |
| Mixed        | Arless Tjin Asjoe Carol Liem        |

## Finalresultate
| Disziplin    | Sieger                              | Finalist                            | Ergebnis    |
| ------------ | ----------------------------------- | ----------------------------------- | ----------- |
| Herreneinzel | Hubert Müller                       | Thomas Althaus                      | 15–8, 15–11 |
| Dameneinzel  | Alison Fisher                       | Bettina Villars                     | 11–1, 11–3  |
| Herrendoppel | Martin Skovgaard Jens Møller Madsen | Arless Tjin Asjoe Dennis Tjin Asjoe | 15–10, 15–9 |
| Damendoppel  | Alison Fisher Carol Liem            | Charlotte Pederson Nicole Zahno     | 15–10, 15–3 |
| Mixed        | Arless Tjin Asjoe Carol Liem        | Dennis Tjin Asjoe Sabine Ploner     | 15–9, 18–14 |